# 徐英超
徐英超（1910年—1986年），曾用名徐文斌，男，北京通县人，中国体育教育家，曾任中华全国体育总会副主席，北京体育学院副院长，第五、六届全国政协委员。